# Xiangling (köpinghuvudort i Kina, Shanxi Sheng, lat 36,03, long 111,40)
Xiangling är en köpinghuvudort i Kina. Den ligger i provinsen Shanxi, i den norra delen av landet, omkring 230 kilometer sydväst om provinshuvudstaden Taiyuan. Antalet invånare är 40 711. Befolkningen består av 20 394 kvinnor och 20 317 män. Barn under 15 år utgör 18,0 %, vuxna 15-64 år 73 %, och äldre över 65 år 7,0 %.
Runt Xiangling är det tätbefolkat, med 476 invånare per kvadratkilometer. Närmaste större samhälle är Linfen, 12,7 km nordost om Xiangling. Trakten runt Xiangling består till största delen av jordbruksmark.
Genomsnittlig årsnederbörd är 635 millimeter. Den regnigaste månaden är juli, med i genomsnitt 164 mm nederbörd, och den torraste är december, med 3 mm nederbörd.